# Rodolfo González Rissotto
Rodolfo González Rissotto   (Montevideo, 7 d'octubre de 1949 - Montevideo, 28 de març de 2020) fou un professor d'història i polític uruguaià pertanyent al Partit Nacional. Va ser ministre de la Cort Electoral de l'Uruguai entre 1996 i 2010.
Durant el govern de Luis Alberto Lacalle (1990–1995) va ser director d'ensenyament al Ministeri d'Educació i Cultura. També va ocupar breument el càrrec de ministre de Defensa Nacional el febrer de 1995.
Rissotto fou autor de publicacions com Mujeres y política en el Uruguay i Democracia directa: el caso de Uruguay.